# Metatacha
Metatacha é um gênero de traça pertencente à família Arctiidae.